# Billboard Japan
A Billboard Japan (stilizálva Billboard JAPAN) a Billboard amerikai magazin testvérszervezete, melyet az oszakai székhelyű Hanshin Contents Link, a Hanshin Electric Railway leányvállalata üzemeltet. A Hanshin Contents Link exkluzív tulajdonában áll a Billboard márkanév használata Japánban, és a Billboard Japan weboldalán felül számos „Billboard Live” nevű zeneklubot is üzemeltet.
2008 februárjában a Hanshin Contents Link a Billboard licence alatt elindította a Billboard Japan Hot 100 slágerlistát. 2016-ban a Billboard Japan által összeállított listák között szerepel a Billboard Japan Hot Albums, és a kizárólag az eladásokon alapuló Top Singles Sales, Top Albums Sales, Top Jazz Albums Sales és Top Classical Albums Sales, valamint a Radio Songs rádiós játszási lista, a Hot Animation animezene-lista, és a külföldi zeneszámokat rangsoroló Hot Overseas is.
2010 óta a Billboard Japan Billboard Japan Music Awards néven éves rendszerességű zenei díjátadót rendez, mely az előző évben legjobban teljesítő zenei előadókat díjazza.

## Billboard Japan-slágerlisták
- Dalok
  - Hot 100 (összesített lista)
  - Hot Overseas (összesített lista a külföldi daloknak)
  - Radio Songs (rádiós játszás alapján összeállított lista)
  - Hot Animation (összesített lista az animedaloknak)
- Kislemezek
  - Top Singles Sales (eladások alapján összeállított lista)
- Albumok
  - Hot Albums (összesített lista)
  - Top Albums Sales (eladások alapján összeállított lista)
  - Top Jazz Albums Sales (eladások alapján összeállított lista)
  - Top Classical Albums Sales (eladások alapján összeállított lista)